# 東都銀行
東都銀行（とうとぎんこう）とは、かつて東京都に存在した地方銀行。

## 概要
東京府北豊島郡高田村（現豊島区）で高田農商銀行として設立。開業当初は地元の地主や商工業者が中心だったが、1920年に堤康次郎が経営権を掌握。堤系の箱根土地や武蔵野鉄道などの機関銀行となった。東京都内に本店を置く中小銀行の殆ど全てが経営破綻や大銀行への吸収併合の道を辿る中で、同行は(箱根土地の経営不振にもかかわらず)土地担保の融資が主であったことと堤の持ち株を担保として日本銀行から手形借入を受けたことから、本店のみの営業にとどまりながら何とか存続した。加えて預金量が桁違いに少なかったことから、戦時統合にも参加せずに戦後まで命脈を保った。
終戦直後に横浜正金銀行頭取を務めた児玉謙次らが買収、華僑資本導入を目指して亜東銀行として改称するも頓挫。その後、中小企業育成を事業の柱としようと目論んでいた鮎川義介に経営権が移り、中小企業助成銀行として中小企業専門の金融機関として営業を転換し本店を港区赤坂に移した。しかし、鮎川も中小企業育成事業を間接金融主体から直接金融主体に見直し、東都銀行に再三改称して地方銀行として細々と営業を継続。合併寸前には東京都内のみに17店舗を擁していた。
1968年に当時中小企業関係の金融を強化しようとしていた三井銀行と合併。既に1964年には同じ地方銀行の朝日銀行が第一銀行に吸収されていて、東京都内に本店を置く(第一)地方銀行は戦後地銀の東京都民銀行（現在のきらぼし銀行）のみとなった。本店のあった場所は、三井銀行赤坂支店、さくら銀行赤坂通支店を経て、現在では「SKIビル」という名のオフィスビルが建っている。営業店としては隣にあるS-GATE赤坂山王内に赤坂支店を置いている。

## 沿革
- 1900年5月 - 高田農商銀行として設立。
- 1951年11月 - 亜東銀行に改称。
- 1952年8月 - 中小企業助成銀行に改称。
- 1958年4月 - 東都銀行に改称。
- 1968年4月 - 三井銀行に合併し解散。